# David Littmann

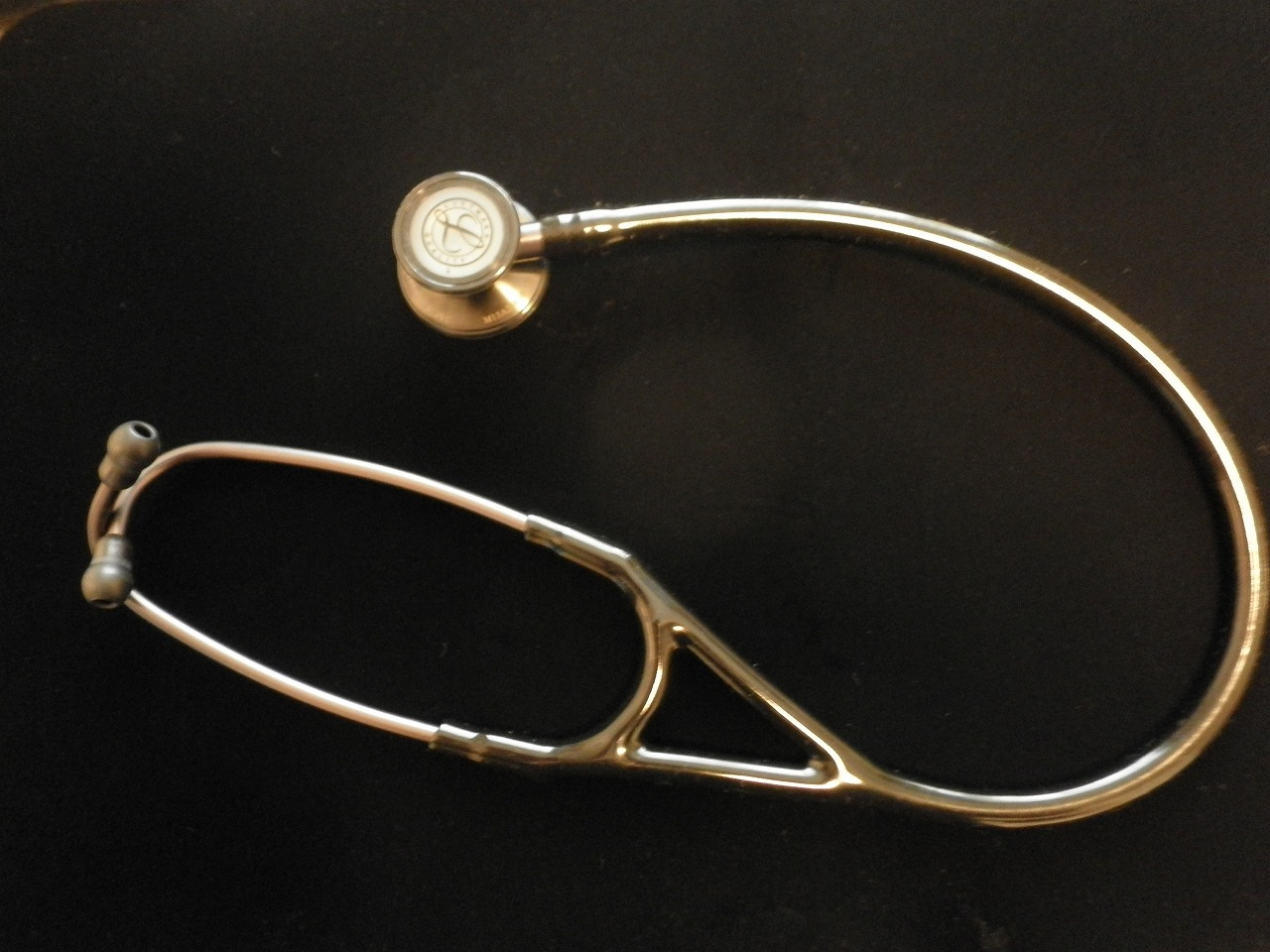
Uno stetoscopio "Littmann".

David Littmann (Chelsea, 28 luglio 1906 – 1º gennaio 1981) è stato un cardiologo statunitense, professore e ricercatore alla Harvard Medical School.

## Biografia
È ricordato soprattutto per l'invenzione dello stetoscopio "Littmann", atto all'auscultazione del corpo, in particolar modo usato per cuore e polmoni. Littmann fondò con Gus Machlup la "Cardiosonics, Inc.", nata proprio per favorire la vendita degli stetoscopi; la 3M acquisì l'azienda nell'aprile del 1967.